# Niccolò Paganini
Niccolò (hay Nicolò) Paganini (27 tháng 10 năm 1782 – 27 tháng 5 năm 1840) là một nghệ sĩ chơi violin, viola, guitar và nhà soạn nhạc người Ý.

## Cuộc đời
Niccolò Paganini sinh tại Genova, Ý ngày 27 tháng 10 năm 1782, con trai của Antonio và Teresa Paganini. Paganini học chơi mandolin với cha khi mới 5 tuổi, chuyển sang học violin lúc lên 7, và bắt đầu sáng tác vào năm 8 tuổi. Ông có buổi biểu diễn đầu tiên trước công chúng năm 11 tuổi. Ngay từ thời thơ ấu Paganini đã học nhạc với nhiều thầy giáo, trong đó có Giovanni Servetto và Alessandro Rolla. Cậu thiếu niên Paganini đã không khỏi choáng ngợp trước những thành công và đến năm 16 tuổi sa vào cờ bạc và rượu chè. Một thiếu phụ vô danh đã cứu sự nghiệp của Paganini khi đưa ông về điền trang của mình. Ở đó ông từ bỏ khỏi các tật xấu, tiếp tục học violin trong 3 năm. Trong thời gian này ông đồng thời học cả guitar.

Sau 3 năm này ông tiếp tục đi du lịch và biểu diền violin, sau đó quay trở lại Genova năm 1804, bắt đầu sáng tác một số tác phẩm. Thời gian này ông để ý tài năng của một cô bé học trò 7 tuổi của mình Catarina Calcagno, cô bé sau này trở thành nhạc công violin dàn nhạc giao hưởng rất nổi tiếng.

Ông tái xuất hiện trước công chúng vào năm 23 tuổi: năm 1805, vùng Lucca bị Napoleon kiểm soát, ông trở thành nhạc trưởng cho em gái của Napoleon, Elisa Baciocchi, Công nương Lucca mỗi khi ông không đi diễn. Ông trở nên nổi tiếng với vai trò nghệ sĩ violin, xuất hiện lần đầu trước công chúng Milano năm 1813, Viên năm 1828, London và Paris năm 1831. Paganini là một trong những nhạc công đầu tiên, nếu không nói là người đầu tiên đi lưu diễn với vai trò nghệ sĩ độc tấu không có những nghệ sĩ khác đi kèm. Ông có khả năng thu hút đông đảo khán giả và trở thành một siêu sao giàu có.

Nhạc cụ ưa thích của ông là cây violin Il Cannone được làm năm 1742 bởi Giuseppe Antonio Guarnieri del Gesù, được ông đặt tên là The Cannon do với nó ông có thể tạo ra những âm hưởng mạnh mẽ. Các dây đàn gần như nằm trên một mặt phẳng, khác với phần lớn các loại violin khác đặt các dây theo hình vòng cung để tránh chạm phải các dây không mong muốn khi chơi đàn. Cách đặt dây của cây Il Cannone cho phép Paganini cùng lúc đánh 3 hoặc 4 dây cùng lúc. Cây Il Cannone bây giờ được trưng bày trong tòa thị chính thành phố Genova, mỗi tháng người trông giữ nó lấy ra chơi một lần, và cho các cầm thủ nổi tiếng thuê theo định kì.

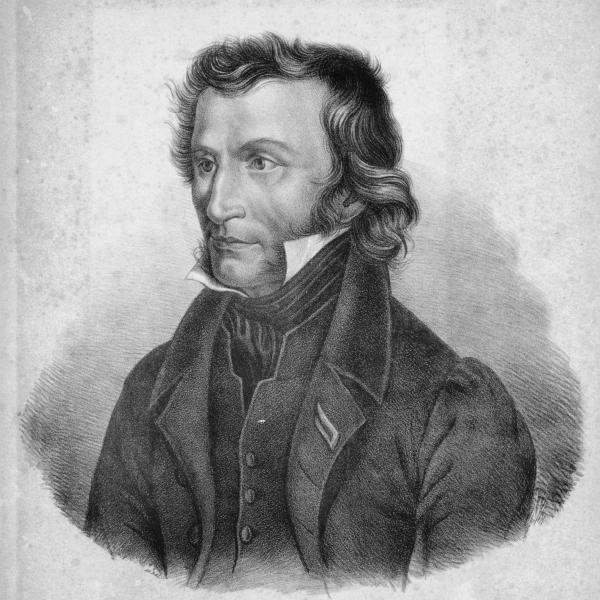
Niccolò Paganini

Năm 1833 tại Paris, ông đặt Hector Berlioz viết một bản viola concerto. Berlioz viết Harold in Italy nhưng Paganini chẳng bao giờ chơi bản nhạc.

Sức khỏe ông suy giảm dần do ngộ độc thủy ngân có trong thuốc chữa bệnh giang mai thời đó. Bệnh tật làm ông mất khả năng chơi violin, ông ngừng diễn năm 1834.
Ngày 27 tháng 5 năm 1840 ông mất tại Nice nước Pháp

## Paganini và sự phát triển của kĩ thuật violin
Cầm thủ violin người Israel Ivry Gitlis nói: "Paganini là hiện tượng kì lạ chứ không là sự phát triển...đã có những vĩ cầm thủ (trước Paganini) và rồi là Paganini." Dù rằng các kĩ thuật Paganini sử dụng đã có trước đó nhưng phần lớn các tay violin đương thời vẫn chú tâm vào âm điệu và kĩ thuật kéo vĩ (gọi là "kĩ thuật tay phải" cho cầm thủ bộ dây) là hai vấn đề cơ bản cho vĩ cầm thủ cho đến ngày nay. Cụ thể: Arcangelo Corelli (1653-1713) được xem như là người cha của kĩ thuật violin, ông đã biến vai trò cây violin từ nhạc cụ chỉ ở trong dàn nhạc trở thành nhạc cụ đơn tấu. Khoảng trong thời gian đó khả năng biểu đạt phức điệu của cây violin được khẳng định bằng các tác phẩm như Sonatas and partitas dành cho violin đơn tấu BWV 1001-1006 của Johann Sebastian Bach (1685-1750). Còn các tay violin nổi danh khác như Antonio Vivaldi (1678-1741) and Giuseppe Tartini (1692-1770). Mặc dù vậy tiến bộ của kĩ thuật violin vẫn chậm trong giai đoạn này. Kĩ thuật đòi hỏi sự nhanh nhẹn của ngón tay cũng như của cây vĩ vẫn không được thừa nhận và khuyến khích bởi những hội nghệ sĩ violin. Pietro Locatelli (1693-1746) sáng tác 24 bản caprice mà tại thời điểm viết ra rất khó để chơi, được xem như là cuộc khám khá thấu đáo đầu tiên các kĩ năng của cây violin. August Duranowski đã sáng tác những tác phẩm sử dụng bước đầu các hòa âm và cách móc dây bằng tay trái, cùng được xem như đã tìm ra những kĩ thuật trên.
Như vậy có thể nghi ngờ rằng Paganini đã phát hiện ra những kĩ thuật tiên phong nhưng không nghi ngờ rằng ông là người đầu tiên phổ biến rộng rãi chúng ra trước công chúng và đưa vào những tác phẩm phổ thông.

Paganini có khả năng chơi 3 quãng tám trên 4 dây trong khoảng 1 gang tay, cho đến nay vẫn còn xem như là bất khả thi. Các ngón tay dẻo và dài khác thường của ông được cho là hậu quả của hội chứng Marfan hay hội chứng Ehlers-Danlos. Các kĩ thuật ngón được xem là của ông gồm: chơi 2 nốt trên 2 dây cùng lúc (double stops), chơi quãng đôi, kĩ thuật móc tay trái mà ngày nay được các cầm thủ violin tập luyện thường xuyên.

## Ảnh hưởng của Paganini đối với âm nhạc và sáng tác
Âm nhạc dành cho violin đã thay đổi nhiều từ khi có Paganini. Ngay từ thời trẻ, Paganini đã có khả năng dùng violin bắt chước những âm thanh khác như tiếng sáo, tiếng chim..., bởi tính gợi tưởng tượng phong phú sinh động, những tác phẩm của Paganini không được xem là phức điệu thực sự. 
Eugène Ysaÿe từng phê phán rằng nhạc đệm cho nhạc của Paganini "quá giống guitar", thiếu các yếu tố của phức điệu. Ngoài ra ông còn đưa âm sắc của nhạc cụ violin lên mức trước đây chưa từng có.

Phần dành cho giàn nhạc trong các tác phẩm của Paganini rất khiêm tốn, chủ yếu măng tính chất hỗ trợ. Các nhà phê bình cho rằng các tác phẩm concerto của Paganini dài dòng và công thức. Phần nhạc dành cho violin trong các bản concerto được ông giữ bí mật. Ông không bao giờ biểu diễn hết các đoạn violin trong khi tập thử. Sau khi ông mất chỉ có 2 trong số đó được xuất bản. Người thừa kế của Paganini đã rất dè dặt, cẩn trọng khi phát hành các bản concerto. Cho đến nay đã xuất bản tổng cộng sáu bản trong đó hai bản cuối mất phần dành cho dàn nhạc. Các tác phẩm riêng tư dành cho guitar và các nhạc cụ dây, đặc biệt là violin, chưa bao giờ trở thành các tiết mục trình tấu chuẩn.

Paganini đã phát triển thể loại biến tấu giao hưởng cho violin trên nét chính là sử dụng chủ đề đơn giản ngây thơ cộng với các biến tấu lời trữ tình.

Paganini ảnh hưởng đến nhiều nhà soạn nhạc xuất chúng khác. Bản "La Campanella" và bản caprice số 24 được nhiều nhà soạn nhạc dựa viết các khúc biến tấu, trong số đó có Franz Liszt, Johannes Brahms, Sergei Rachmaninoff, Boris Blacher, Andrew Lloyd Webber, George Rochberg và Witold Lutosławski và nhiều người khác nữa.

## Danh mục tác phẩm
- 24 caprice, cho violin đơn tấu, Op. 1
  - No. 1 in E major (The Arpeggio)
  - No. 2 in B minor
  - No. 3 in E minor (La Campanella)
  - No. 4 in C minor
  - No. 5 in A minor
  - No. 6 in G minor (The Trill)
  - No. 7 in A minor
  - No. 8 in E-flat major
  - No. 9 in E major (The Hunt)
  - No. 10 in G minor
  - No. 11 in C major
  - No. 12 in A-flat major
  - No. 13 in B-flat major (Devil's Laughter)
  - No. 14 in E-flat major
  - No. 15 in E minor
  - No. 16 in G minor
  - No. 17 in E-flat major
  - No. 18 in C major
  - No. 19 in E-flat major
  - No. 20 in D major
  - No. 21 in A major
  - No. 22 in F major
  - No. 23 in E-flat major
  - No. 24 in A minor (Tema con variazioni)
- Concerto for violin No. 1, in D major, Op. 6 (1817)
- Concerto for violin No. 2, in B minor, Op. 7 (1826) (La Campanella, 'The little bell')
- Concerto for violin No. 3, in E major (1830)
- Concerto for violin No. 4, in D minor (1830)
- Concerto for violin No. 5, in A minor (1830)
- Concerto for violin No. 6, in E minor (1815?) đoạn cuối được hoàn thành bởi một người khác.
- 6 sonata dành cho violin và guitar, Op. 2&3
  - Op. 2, No. 1 in A major
  - Op. 2, No. 2 in C major
  - Op. 2, No. 3 in D minor
  - Op. 2, No. 4 in A major
  - Op. 2, No. 5 in D major
  - Op. 2, No. 6 in A minor
  - Op. 3, No. 1 in A major
  - Op. 3, No. 2 in G major
  - Op. 3, No. 3 in D major
  - Op. 3, No. 4 in A minor
  - Op. 3, No. 5 in A major
  - Op. 3, No. 6 in E minor
- 18 Centone di Sonate, dành cho violin và guitar
- Các tác phẩm đã phân loại
  - Dạo đầu, chủ đề và biến tấu trên 'La bella molinara' (Nel cor più non mi sento) in G major và A major (Đơn tấu Violin với violin và cello đệm) của Paisiello.
  - Dạo đầu và biến tấu trên giai điệu 'Cenerentola' (Non più mesta) của Rossini.
  - Dạo đầu và biến tấu trên giai điệu 'Moses' (Dal tuo stellato soglio) của Rossini
  - Dạo đầu và biến tấu trên giai điệu 'Tancredi' (Di tanti palpiti) của Rossini
  - Maestoso sonata sentimentale (Biến tấu trên quốc ca Áo)
  - Biến tấu God Save the King
- Các tác phẩm khác
  - I Palpiti
  - Perpetuela (Sonata Movimento Perpetuo)
  - La Primavera
  - Theme from "Witches' Dance"
  - Sonata con variazioni (Sonata Militaire)
  - Napoleon Sonata
  - Variations, Le Streghe
  - Cantabile in D major
  - Moto Perpetuo in C major
  - Romanze in A minor
  - Tarantella in A minor
  - Grand sonata cho violin và guitar, in A major
  - Sonata cho Viola in C minor
  - Sonata in C cho violin đơn tấu
  - 60 biến tấu của Barucaba
- 12 khúc tứ tấu for Violin, Guitar, Viola và Cello, Op. 4
  - No. 1 in A minor
  - No. 2 in C major
  - No. 3 in A major
  - No. 4 in D major
  - No. 5 in C major
  - No. 6 in D major
  - No. 7 in E major
  - No. 8 in A major
  - No. 9 in D major
  - No. 10 in A major
  - No. 11 in B major
  - No. 12 in A minor
  - No. 13 in F minor
  - No. 14
  - No. 15 in A Major

## Các tác phẩm dựa trên Paganini
Cuộc đời Paganini là đề tài cho nhiều phim và chương trình truyền hình. Nổi tiếng nhất là loạt chương trình Niccolo Paganini của Liên Xô năm 1982, trong đó Paganini được đóng bởi nghệ sĩ sân khấu người Armenia, Vladimir Msryan, vào vai Armen Dzhigarkhanyan một quan chức Jesuit. Nội dung chính tập trung vào sự cáo buộc Paganini của Giáo hội công giáo La Mã, phim có nhiều chi tiết thật cũng như các huyền thoại về người nhạc sĩ. Trong đó đáng nhớ nhất là đoạn kẻ thù của Paganini phá hoại cây violin của ông trước một buổi diễn thế nhưng khi sợi dây thứ nhất đứt, Paganini tiếp tục chơi trên cây violin 3 dây, rồi 2 dây, rồi chỉ 1 dây duy nhất.
Năm 1989 diễn viên Đức Klaus Kinski đóng vai Paganini trong phim Kinski Paganini.